# Cedar City
Cedar City és una ciutat al Comtat d'Iron a l'estat de Utah. Segons el cens del 2000 tenia 20.527 habitants.

## Demografia
Segons el cens del 2000 Cedar City tenia 20.527 habitants, 6.486 habitatges, i 4.682 famílies. La densitat de població era de 394,5 habitants per km².
Dels 6486 habitatges en un 39% hi vivien nens de menys de 18 anys, en un 59,8% hi vivien parelles casades, en un 9,1% dones solteres, i en un 27,8% no eren unitats familiars. En el 16,3% dels habitatges hi vivien persones soles el 5,8% de les quals corresponia a persones de 65 anys o més que vivien soles. El nombre mitjà de persones vivint en cada habitatge era de 3,07 i el nombre mitjà de persones que vivien en cada família era de 3,37.
Per edats la població es repartia de la següent manera: un 28,2% tenia menys de 18 anys, un 27,4% entre 18 i 24, un 22,6% entre 25 i 44, un 14% de 45 a 60 i un 7,8% 65 anys o més.
L'edat mediana era de 23 anys. Per cada 100 dones de 18 o més anys hi havia 91 homes.
La renda mediana per habitatge era de 32.403 $ i la renda mediana per família de 37.509 $. Els homes tenien una renda mediana de 31.192 $ mentre que les dones 19.601 $. La renda per capita de la població era de 14.057 $. Entorn del 14,5% de les famílies i el 22,1% de la població estaven per davall del llindar de pobresa.